# 艾格勒维尔
艾格勒维尔（法語：Aigleville，法語發音：[ɛɡləvil]）是法国厄尔省的一个市镇，属于埃夫勒区。

## 地理
艾格勒维尔（49°0'27"N, 1°25'13"E）面积3.24 平方千米，位于法国诺曼底大区厄尔省，该省份为法国北部内陆省份，北起滨海塞纳省，西接奧恩省和卡爾瓦多斯省，南至厄尔-卢瓦省，东临瓦兹省、瓦兹河谷省和伊夫林省。
与艾格勒维尔接壤的市镇（或旧市镇、城区）包括：谢涅、埃库尔、厄尔河畔帕西。

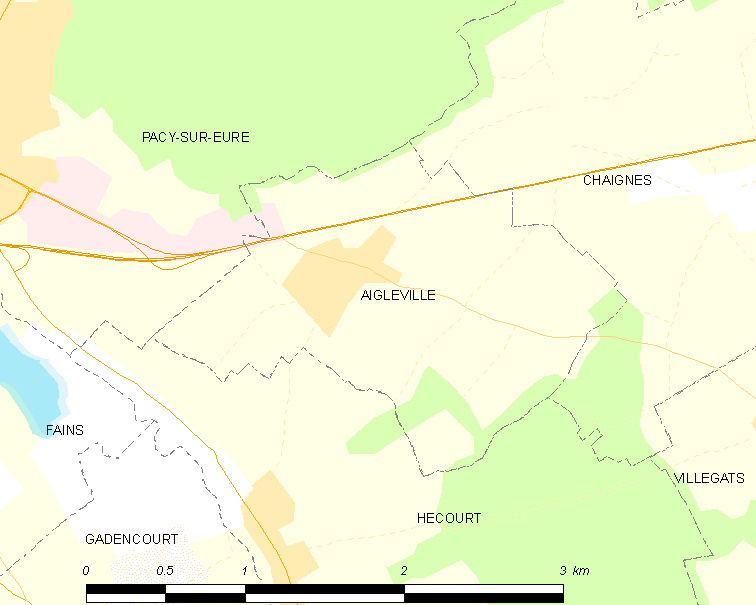
艾格勒维尔的OSM定位图

艾格勒维尔的时区为UTC+01:00、UTC+02:00（夏令时）。

## 行政
艾格勒维尔的邮政编码为27120，INSEE市镇编码为27004。

## 政治
艾格勒维尔所属的省级选区为厄尔河畔帕西县。

## 人口

1962-2008年间艾格勒维尔人口变化图示

艾格勒维尔于2022年1月1日时的人口数量为411人。